# Esteroide anabólico

Fórmula estructural de la testosterona.

Los esteroides anabólicos, técnicamente conocidos como  esteroides anabólicos androgénicos, son esteroides derivados del grupo andrógeno en los que se trata de disminuir químicamente los efectos androgénicos y virilizantes e incrementar las acciones anabólicas. Aunque se han logrado algunos avances, estas dos acciones fundamentales no han sido separadas completamente, y por eso los andrógenos anabólicos conservan sus efectos virilizantes, más evidentes en la mujer y con el uso prolongado.

## Clasificación
La clasificación de los esteroides anabólicos androgénicos toma como eje central la molécula de testosterona y de esta manera se pueden determinar 3 grupos bien definidos de acuerdo a su estructura química y función. La importancia de agrupar las drogas tiene que ver con la facilidad para recordar características en común, tanto las relacionadas con los efectos positivos, como también las relacionadas con los efectos negativos.
1.er grupo:
- Testosterona y derivados. Algunos ejemplos: Propionato, Suspensión, Sustanon 100, Sustanon 250, Omnadren, Sten, Test 400, Testovirón, Cipionato, Undecanoato, Enantato, Boldenona, Metiltestosterona, Metandrostenolona.[1]

2.º grupo:
- Dihidrotestosterona y derivados. Algunos ejemplos: Drostanolona, Oximetolona, Estanozolol, Metenolona, Oxandrolona, Etilestrenol, Testolactona, Dromostenolona.

3.er grupo:
- Nandrolona y derivados. Algunos ejemplos: Decanoato de Nandrolona, Fenylpropionato de Nandrolona, Noretandrolona, Etilestrenol, Trembolona, Laurabolin.

## Efectos adversos
La presencia de efectos adversos está fuertemente relacionada con la formación de metabolitos producidos durante las transformaciones que sufre la testosterona en plasma, además de esto, los andrógenos anabólicos mejor conocidos como "esteroides", causan graves efectos en la vigoridad sexual del hombre.
Entre esas tranformaciones predominan la formación de dihidrotestosterona (DHT) y estrógenos.
La formación de DHT se conoce como reducción y en esta reacción interviene la enzima denominada 5 alfa reductasa. La dihidrotestosterona es el metabolito considerado como responsable de la Hipertrofia Prostática Benigna, alopecia, formación de acné y agresividad. La formación de estrógenos se conoce como aromatización y en ella interviene la enzima denominada aromatasa que convierte la testosterona en estradiol.
El estradiol es responsable de producir ginecomastia, retención de líquido, hipertensión arterial, lipogénesis y Atrofia Testicular (oligospermia) vía el bloqueo de la producción de FSH y LH al unirse a receptores en la pituitaria. Este mecanismo de control interno, entre las diferentes hormonas sexuales, es el que hace viable la alternativa de utilizar bloqueadores de los receptores estrogénicos a nivel de pituitaria (para elevar la producción de FSH y LH) con el subsecuente aumento en los niveles de testosterona endógena. La práctica de utilizar bloqueadores de este tipo, como el clomifeno y tamoxifeno, es común entre los usuarios de esteroides anabólicos para lograr recuperar la función testicular, luego de un ciclo de uso del anabolizante.        
- Otros efectos adversos: Disfunciones hepáticas, alteraciones en los niveles de colesterol, disminución de las inmunoglobulinas.

Los anabolizantes androgénicos esteroideos, aunque no son sustancias estupefacientes ni psicotrópicas, son consumidas en muchos casos con un patrón de abuso en muchos deportes, por lo que el consumo de anabolizantes esteroides con fines recreativos, estéticos o competitivos, es considerado por muchos psiquiatras como una drogodependencia, que produce a corto y largo plazo problemas de salud, físicos y también en algunos casos mentales, del tipo de las psicosis.
Los esteroides anabólicos son sustancias sintéticas relacionadas con las hormonas sexuales masculinas (andrógenos). Provocan el crecimiento del músculo esquelético (efectos anabólicos), el desarrollo de características sexuales masculinas (efectos androgénicos) y también tienen algunos otros efectos. Se utilizará el término "esteroide anabólico" aquí debido a su familiaridad, aunque el término correcto de estos compuestos es esteroides "anabólico-androgénicos".
Los esteroides anabólicos fueron desarrollados a finales de la década de 1930 primordialmente para tratar al hipogonadismo, una condición en la que los testículos no producen suficiente testosterona para un crecimiento, desarrollo y funcionamiento sexual normales. Paradójicamente, este tipo de compuestos causan atrofia de los testículos y alteraciones hormonales que impiden la formación de espermatozoides, lo que puede provocar un daño irreversible y causar esterilidad en hombres. Los usos médicos primordiales de estos compuestos son el tratamiento de la pubertad tardía, algunos tipos de impotencia y el desgaste corporal causado por la infección del sida u otras enfermedades.
Durante dicha década, los científicos descubrieron que los esteroides anabólicos podían facilitar el crecimiento del músculo esquelético en los animales de laboratorio, lo que llevó al uso de estos compuestos primero por los fisicoculturistas y los levantadores de pesas y después por atletas en otros deportes. El abuso de los esteroides se ha difundido a tal extremo en el atletismo, que afecta el resultado de las competencias deportivas.
Se han desarrollado más de 200 esteroides anabólicos diferentes, pero se requiere una prescripción médica para poder utilizarlos legalmente en los Estados Unidos. La mayoría de los esteroides utilizados ilegalmente provienen de contrabando de otros países, son sacados ilegalmente de las farmacias estadounidenses, o son sintetizados en laboratorios clandestinos.
La mayoría de los usuarios son atletas que se dedican al alto rendimiento, por lo que deben recurrir a ayudas ergogénicas que les permitan situarse en los niveles más altos del deporte que practiquen.
Los datos científicos así como la experiencia indican que con un entrenamiento de resistencia y la dieta apropiada, se puede incrementar la masa muscular magra y la fuerza en personas que usan esteroides anabolizantes. Sin embargo, no existen evidencias concretas que indiquen que los esteroides anabolizantes incrementen la resistencia o la velocidad. La experiencia no científica sugiere que los atletas que consumen esteroides anabolizantes pueden llevar a cabo ejercicios de gran intensidad con más frecuencia, aunque no existen estudios que confirmen este efecto ni se conocen los mecanismos implicados. Sólo se puede percibir un incremento en el rendimiento atlético.

## Uso en atletas
Los atletas pueden consumir esteroides por un período de tiempo, interrumpir el consumo y volver a empezar la toma de los fármacos varias veces durante un año (ciclos). Los períodos de descanso intermitentes que suelen ser de tres a cinco meses se cree que son para permitir que los niveles endógenos de testosterona, el recuento de esperma y el eje hipotálamo-hipófisis-gonadal vuelvan a los valores normales. Las experiencias no científicas sugieren que estos períodos cíclicos pueden disminuir los efectos perjudiciales y la necesidad de incrementar las dosis para obtener el efecto deseado.

## Uso en niños
La drogas que se utilizan como bloqueadores de la pubertad en los niños o infancias trans pueden ser análogos a los anabolizantes androgénicos esteroideos o análogos a la hormona liberadora de gonadotropina (GnRHa).

## Signos y síntomas
El signo más característico es un aumento dramático y rápido de la masa corporal exageradamente. Si los consumidores entrenan con pesas y comen una dieta rica en calorías y rica en proteínas mientras están consumiendo los esteroides anabolizantes, aumenta tanto la fuerza como la masa muscular. Los incrementos en los niveles de energía y los niveles de la libido (en hombres) pueden tener lugar, pero son más difíciles de identificar. 
La seguridad del uso de esteroides anabolizantes es dudosa. La metiltestosterona, 200 mg/sem, no produce efectos adversos (incluso ni en la personalidad), exceptuando un ligero aumento del acné. La mayoría de los efectos adversos ocurren con dosis superiores a 200 mg semanales de metiltestosterona. Los efectos de los tratamientos a largo plazo no han sido estudiados, ni tampoco los efectos de dosis extraordinariamente altas que usan algunos atletas, en especial los culturistas, que algunas veces utilizan dosis equivalentes a varios gramos semanales de metiltestosterona. 
Los efectos psicológicos que se producen (generalmente a dosis muy altas) son frecuentemente relatados por las familias e incluyen grandes cambios de humor, conducta irracional, incremento de la agresividad ("ira esteroidea"), irritabilidad, depresión y dependencia. 
El incremento en el acné es uno de los pocos efectos adversos que pueden hacer que un adolescente busque atención médica. La ictericia, que indica disfunción hepática, puede aparecer, pero generalmente va asociada a consumo de esteroides anabolizantes por vía oral. También pueden ocurrir lesiones musculotendinosas y disfunciones hepáticas o tumores (benignos y malignos). Cuando el consumo se realiza previo o durante la pubertad nos podemos encontrar con cierres prematuros de las epífisis de los huesos que posiblemente disminuyan la estatura final. La hipertensión, el incremento en lipoproteínas de baja densidad (LDL) y la disminución en lipoproteínas de alta densidad (HDL) pueden contribuir al incremento en el riesgo de enfermedades cardiovasculares. Los varones pueden desarrollar ginecomastia, atrofia testicular y azoospermia.
Sin embargo el abuso de estas sustancias lleva a una serie de problemas de fertilidad:
- En el hombre se produce un bloqueo en la formación de espermatozoides en los testículos, junto con una disminución de los testículos ya que cesa la producción de espermatozoides, también se produce una disfunción eréctil y disminución de la libido, con un crecimiento y desarrollo de las mamas (ginecomastia), por el aumento de estrógenos.

En el caso de que se quiera ser padre en un futuro es recomendable la congelación de semen previamente a iniciar los ciclos de esteroides.
- En la mujer se produce cambios en el ciclo menstrual con cuadros de anovulación y cese de la menstruación, junto a una aparición de caracteres típicamente masculinos como el aumento del vello en zonas típicamente masculinas, acné, calvicie, voz grave, etc.

El consumo de estas sustancias pueden llevar a la adicción en las personas que las consumen,  llevando a serios problemas de salud cuando se intenta dejar de tomar como puede ser la fatiga, agitación e insomnio

## Efectos virilizantes en mujeres
Algunos efectos virilizantes en las mujeres pueden ser irreversibles, por ejemplo alopecia, agrandamiento del clítoris, hirsutismo y gravedad de la voz. El tamaño de las mamas puede disminuir, la mucosa vaginal puede atrofiarse, existen alteraciones de la menstruación con fases anovulatorias, la libido puede aumentar o menos frecuentemente disminuir y el apetito y la agresividad pueden estar aumentados. El uso como bloqueadores de pubertad en niñas puede tener efectos irreversibles.

## Usos médicos permitidos
Los esteroides anabolizantes también tienen indicaciones médicas. Debido a sus propiedades anticatabólicas y de mejora de la utilización proteica, se utilizan en el tratamiento de quemados, encamados u otros pacientes debilitados para prevenir la atrofia muscular.

## Diagnóstico y prevención
Un análisis de orina puede detectar a los consumidores de esteroides anabolizantes. Los metabolitos de los esteroides anabolizantes pueden ser detectados en la orina hasta 6 meses (incluso durante más tiempo para algunos tipos de esteroides anabolizantes) después de haber interrumpido el consumo. 
La educación e información sobre el uso de los esteroides anabolizantes debe comenzar a escala escolar (enseñanza secundaria). Se debe educar a los maestros, profesores, entrenadores (especialmente de fútbol americano, baloncesto, lucha, etc.), profesionales sanitarios, escolares, así como a los adolescentes y a sus padres.